# Каликс (коммуна)

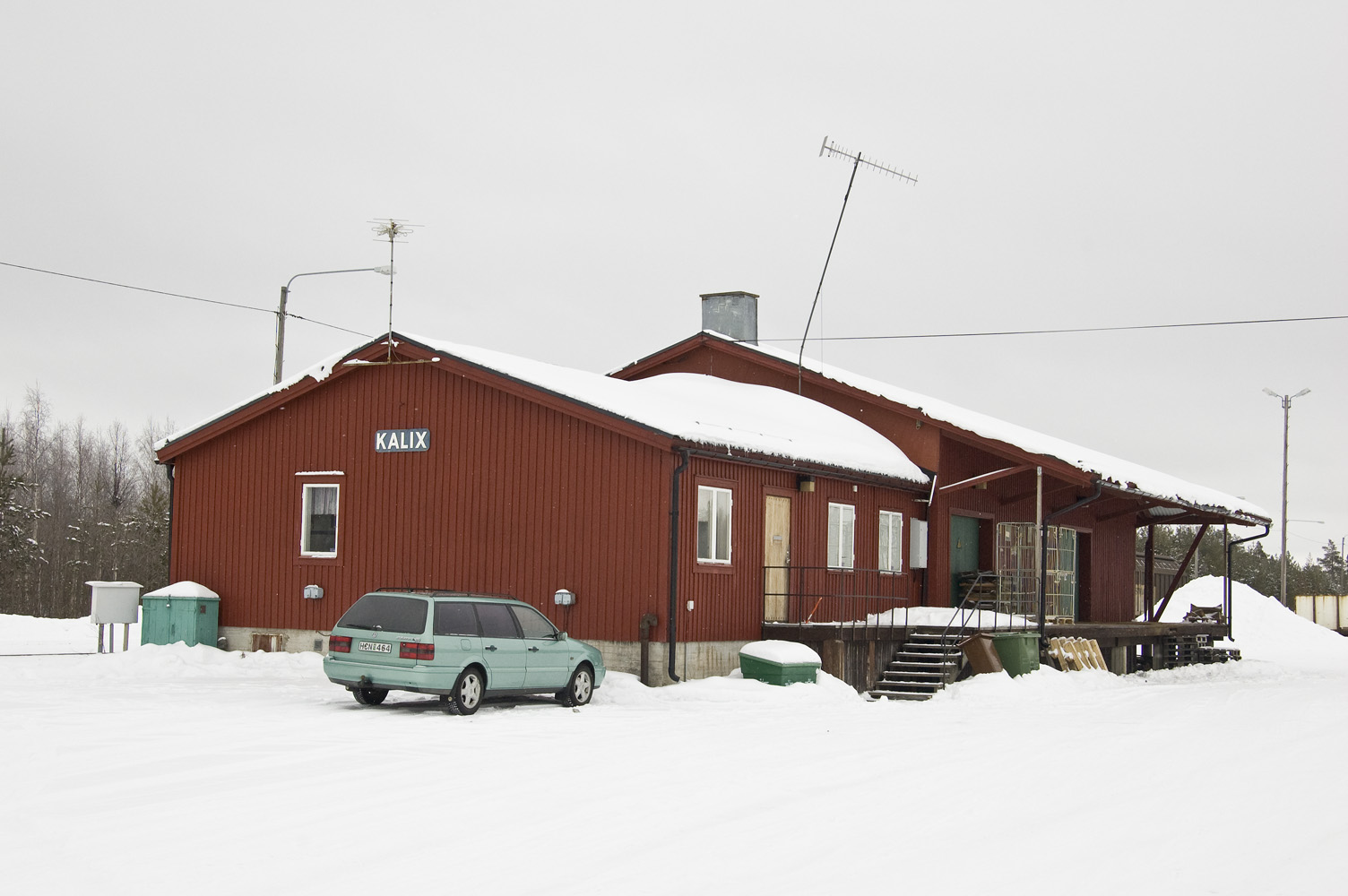
Железнодорожная станция Каликса

Каликс (швед. Kalix kommun) – коммуна на севере Швеции, в лене Норрботтен. Площадь – 3 746 км², население – 16 866 чел. Плотность населения составляет 4.5 чел/км². Протянулась почти на 50 км вдоль побережья Ботнического залива и примерно на 50 км от моря вдоль реки Каликсэльвен. Традиционной промышленностью региона является деревообрабатывающая. 

## Основные населённые пункты
| # | Населённый пункт | Население |
| - | ---------------- | --------- |
| 1 | Каликс           | 7,312     |
| 2 | Тэре             | 1,146     |
| 3 | Рольфс           | 1,116     |
| 4 | Нюборг           | 881       |
| 5 | Рисэгрунд        | 782       |

### Изменение численности населения коммуны
- 1970 г.	 —	18 178 чел.
- 1980 г.	 —	19 599 чел.
- 1990 г.	 —	19 241 чел.
- 2000 г.	 —	17 995 чел.
- 2008 г.	 —	17 162 чел.